# Вы (альбом)
«Вы» — двенадцатый официальный студийный альбом рок-группы «Машина времени», вышедший 6 мая 2016 года.

## Об альбоме
Новости о том, что группа работает над новым альбомом, появились в сентябре 2015 года. Сообщалось, что к студийной работе планируется приступить зимой в феврале 2016 года и выпустить альбом весной 2016. В марте 2016 года стало известно, что альбом будет состоять из десяти песен и должен выйти 25 мая, на сорок седьмую годовщину группы. На официальных страницах группы появились просьбы поклонникам присылать свои селфи, которые в дальнейшем будут использованы для оформления обложки альбома.
20 апреля стало известно, что будущий альбом будет называться «Вы». Тогда же был опубликован список композиций. В него вошли песни «Крысы», «Мама» и «Вот край», выходившие в 2012 году в качестве синглов, а также «Чужие среди чужих», написанная в 1984 году, и «Там, где светел день», выходившая в 1994 в альбоме «Я рисую тебя». Остальные песни были написаны в течение 2014—2015 годов. Было объявлено, что «ВЫ» выйдет раньше намеченного срока, а диск с записью будет в приложении к майскому выпуску журнала «Русский пионер».
«ВЫ» стал первым альбомом группы, в записи которого принял участие гитарист Игорь Хомич и последним с Андреем Державиным в составе.
Выход альбома состоялся 6 мая 2016 года.

## Оценки
Денис Бояринов (РБК) положительно оценил как общественно-политическую позицию Андрея Макаревича, так и альбом, «звучащий не ко времени злободневно и не по-стариковски бодро», а о самой группе написал: «Из года в год, вот уже скоро 50 лет, Андрей Макаревич и Ко пишут все те же песни с удивительным постоянством качества, который есть признак мастерства».
Алексей Мажаев (InterMedia) оценил альбом на четыре звезды из пяти и написал, что как сторонники, так и противники Макаревича «получат в пластинке подтверждение своей картины мира. Открывающая диск „Миром правит любовь“ наследует битловским и вообще гуманистическим традициям мира, в котором „All You Need Is Love“, а в „Крысах“ легко узнают себя гонители Макаревича. Правда, <…> подобные злободневные песни, как правило, испытанием временем не выдерживают — но здесь и сейчас воспринимаются весьма остро. В этом есть и плюс: печальные „Чужие среди чужих“, написанная более тридцати лет назад, и „Там, где светел день“, выходившая в одном из сольных альбомов Андрея, сегодня выглядят крайне актуально. Но, как ни странно, лучшими на альбоме „Вы“ оказались не песни с недавних синглов и давних закромов, а свеженаписанные треки».

## Список композиций
Слова и музыка всех песен — Андрей Макаревич, если не указано иное.
| №                   | Название               | Музыка              | Длительность |
| ------------------- | ---------------------- | ------------------- | ------------ |
| 1.                  | «Миром правит любовь»  |                     | 4:06         |
| 2.                  | «Крысы»                |                     | 3:16         |
| 3.                  | «Чужие среди чужих»    | Александр Кутиков   | 2:36         |
| 4.                  | «Мама»                 |                     | 4:36         |
| 5.                  | «Завтра был снег»      | Александр Кутиков   | 4:10         |
| 6.                  | «Оставайся собой»      |                     | 3:21         |
| 7.                  | «Там, где светел день» |                     | 3:06         |
| 8.                  | «Сорок лет тому назад» | Александр Кутиков   | 3:35         |
| 9.                  | «Вот край»             |                     | 3:47         |
| 10.                 | «Однажды»              |                     | 4:17         |
| Общая длительность: | Общая длительность:    | Общая длительность: | 36:50        |

## Участники записи
- Андрей Макаревич — соло, ритм и акустическая гитары, дульцимер, фортепиано, вокал
- Игорь Хомич — соло, ритм и акустическая гитары
- Александр Кутиков — бас-гитара, вокал
- Андрей Державин — клавишные, аранжировки, вокал
- Валерий Ефремов — ударные[8]
- Александр Дитковский — доп.труба, бубен